# 福田BJ6123
福田BJ6123（FOTON BJ6123）是中國大陸車商福田汽車所生產的一款低地板城市客車，動力則有柴油、天然氣、純電動、燃料电池、混合動力等多種。

## 規格

### 中國北京規格（第一代車身）
- 引擎：

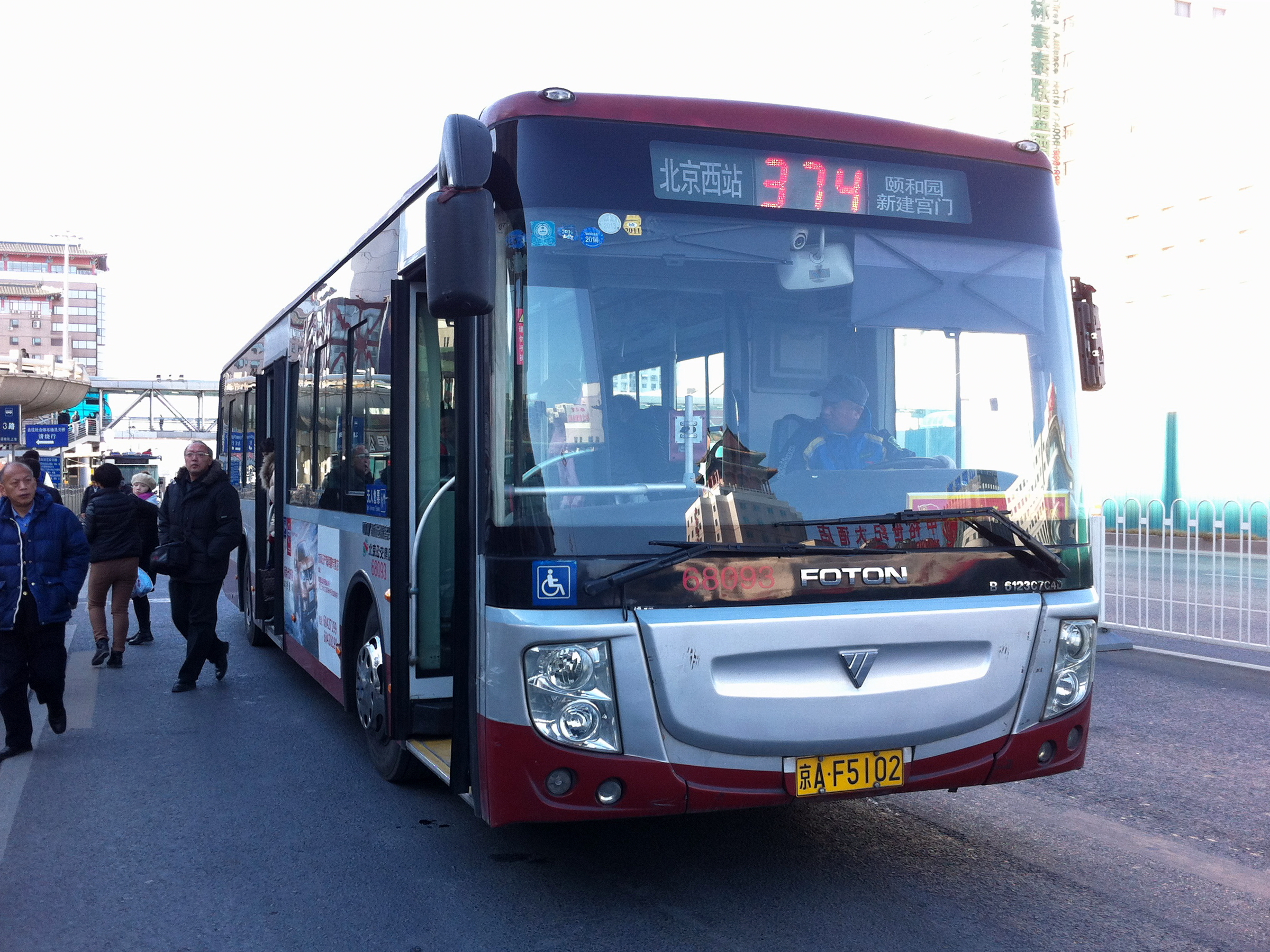
北京公交使用的BJ6123C7C4D型

  - 康明斯 ISBe4+ 225B（BJ6123C7C4D）
  - 康明斯 ISB6.7E5225B（BJ6123C7NJB-1）
  - 玉柴 YC6L240N-50（BJ6123C7BTD）
- 馬力：225馬力（柴油）/240马力（天然气）
- 排氣量：6.7L（柴油）/8.4L（天然气）
- 輪軸型式：
  - 前軸：ZF RL85A
  - 後軸：ZF AV132
- 變速箱：
  - 伊顿A-7811电动机+AMT
  - 艾里逊T270R（BJ6123C7NJB-1、BJ6123C7BTD）
- 全長：
  - 11980mm（柴油/混合动力）
  - 11700mm（天然气）
- 軸距：
  - 5900mm（柴油/混合动力）
  - 5800mm（天然气）

### 臺灣規格
- 引擎：

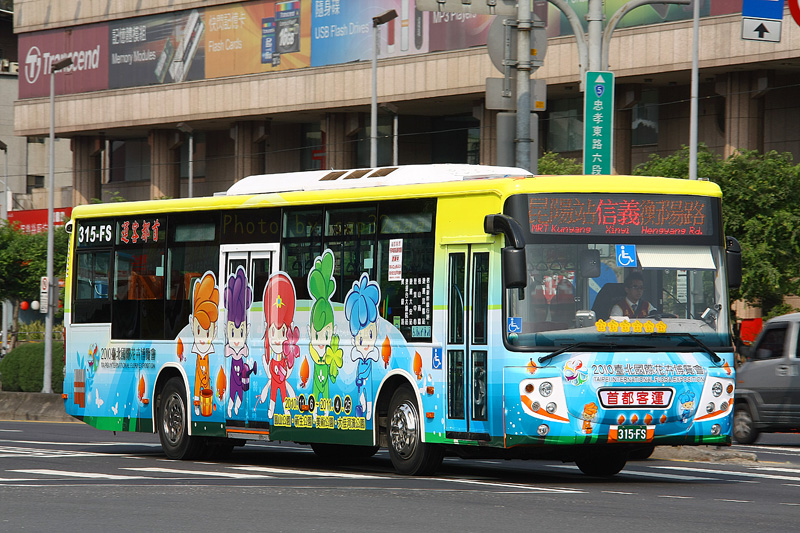
2010臺北花博彩繪廣告車四期引擎車款,使用部分大宇零件

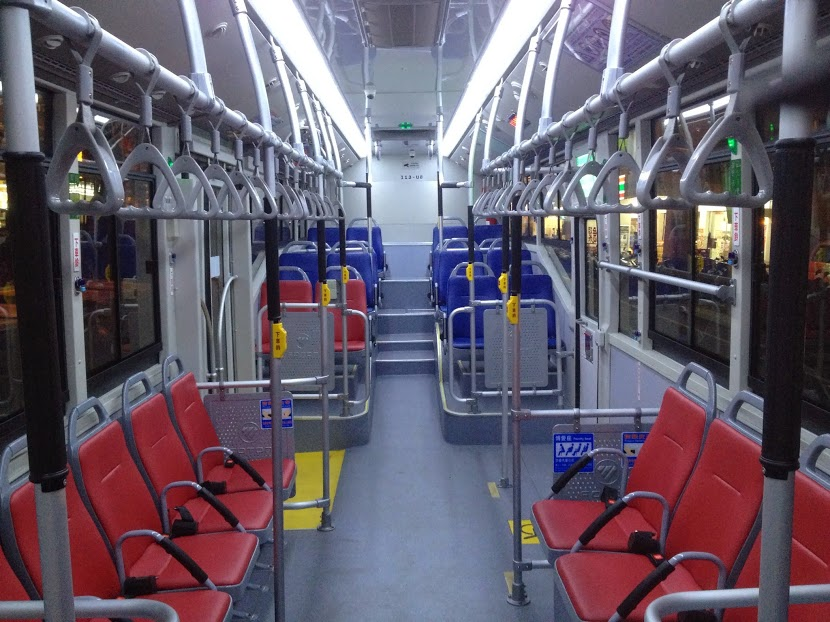
臺中客運福田汽車之內部

  - 康明斯 ISBe4+ 225B（2010年～2013年－四期引擎）（BJ6123C7C4D(2010~2013）
  - 康明斯 ISB6.7EV300B（2013年至今－EEV環境友好引擎）（BJ6123C7C4D(2014)、BJ6123C7NJD）
- 馬力：221hp(2010~2013)、300hp(2013~2014)
- 排氣量：ISBe4+ 225B 4460.0cc/ISB6.7EV300B 6690.0cc
- 輪軸型式：
  - 前軸：ZF RL85A
  - 後軸：ZF AV132
- 變速箱：EATON五速按鈕式自手排(起步時，以二檔起步)(油電混合(2010~2013))/ZF Ecolife 6AP1200B六速自排(油電混合(2014))(柴油)
- 全長：11980mm
- 軸距：5900mm

## 使用情形

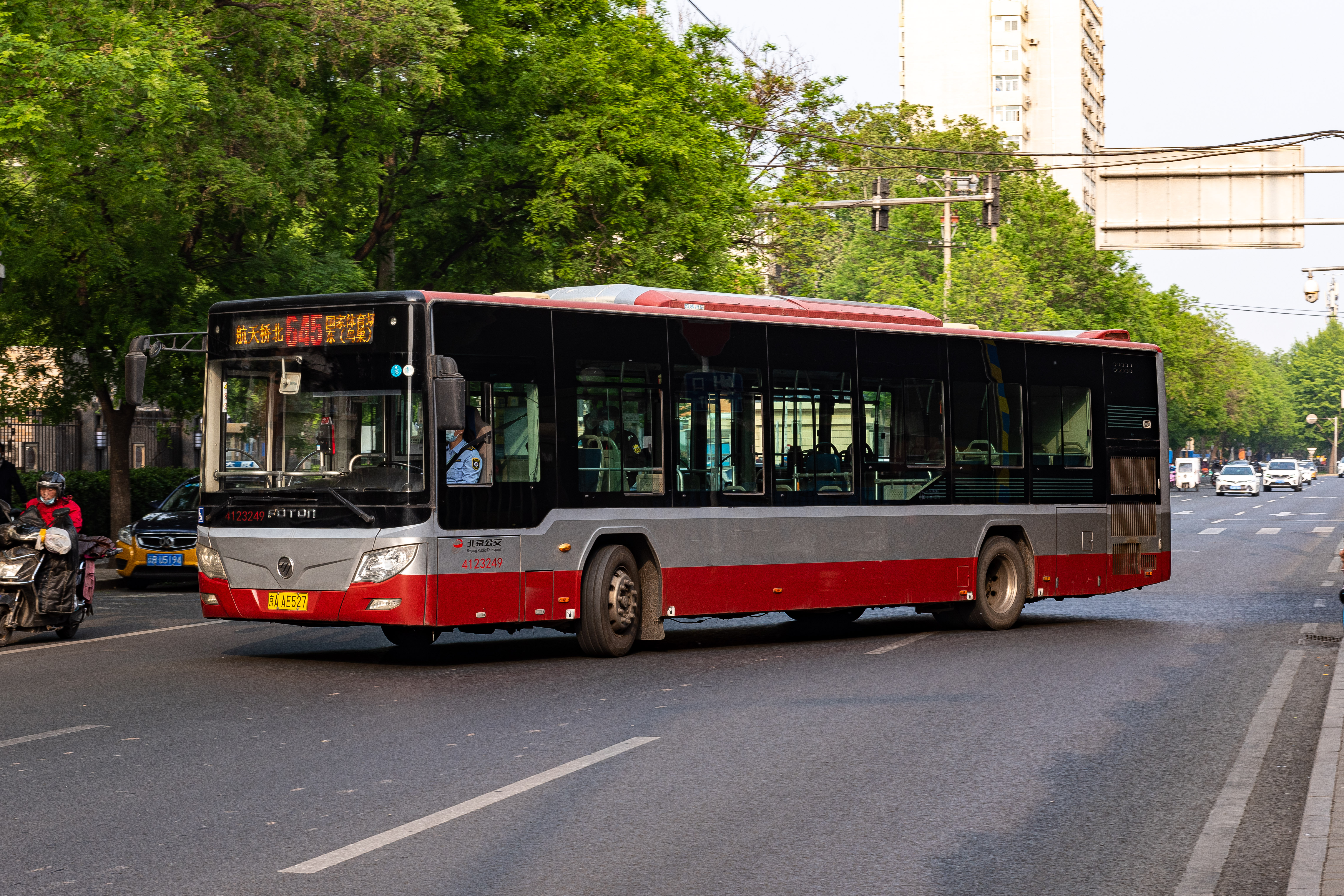
北京公交645路使用的BJ6123C7BCD-2型液化天然气客车
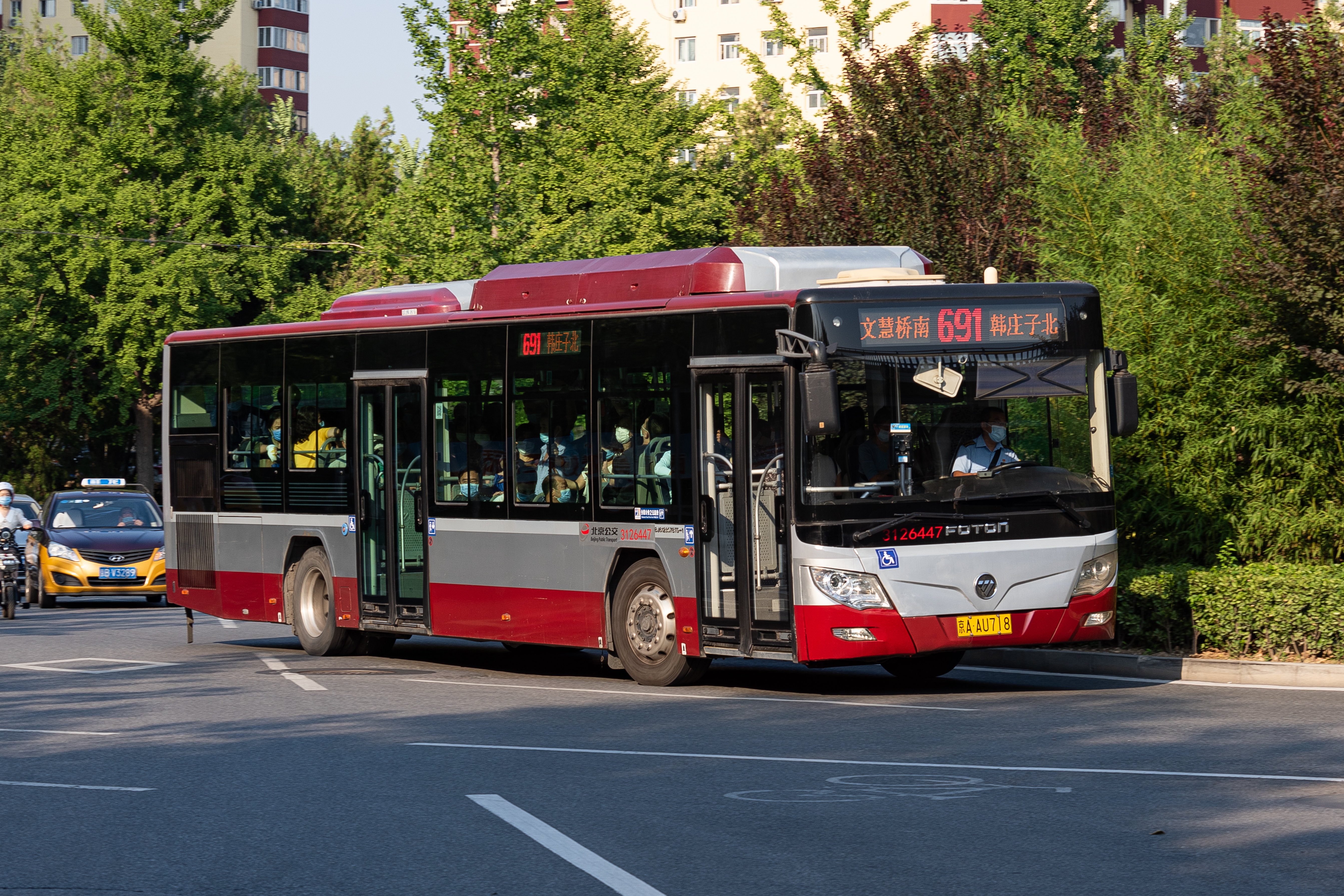
北京公交691路使用的BJ6123C7BTD-1型压缩天然气客车
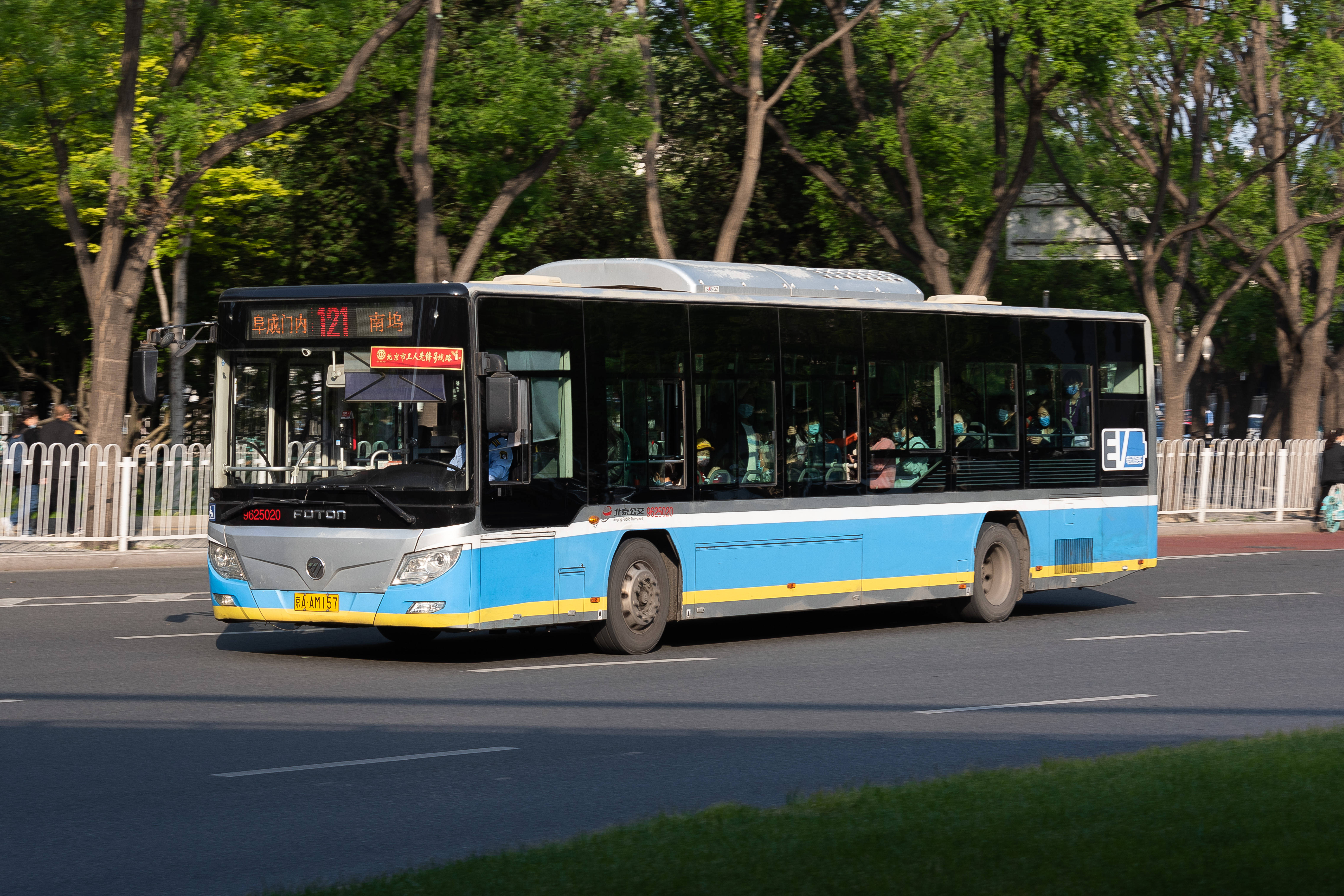
北京公交121路使用的BJ6123EVCA-17型纯电动客车
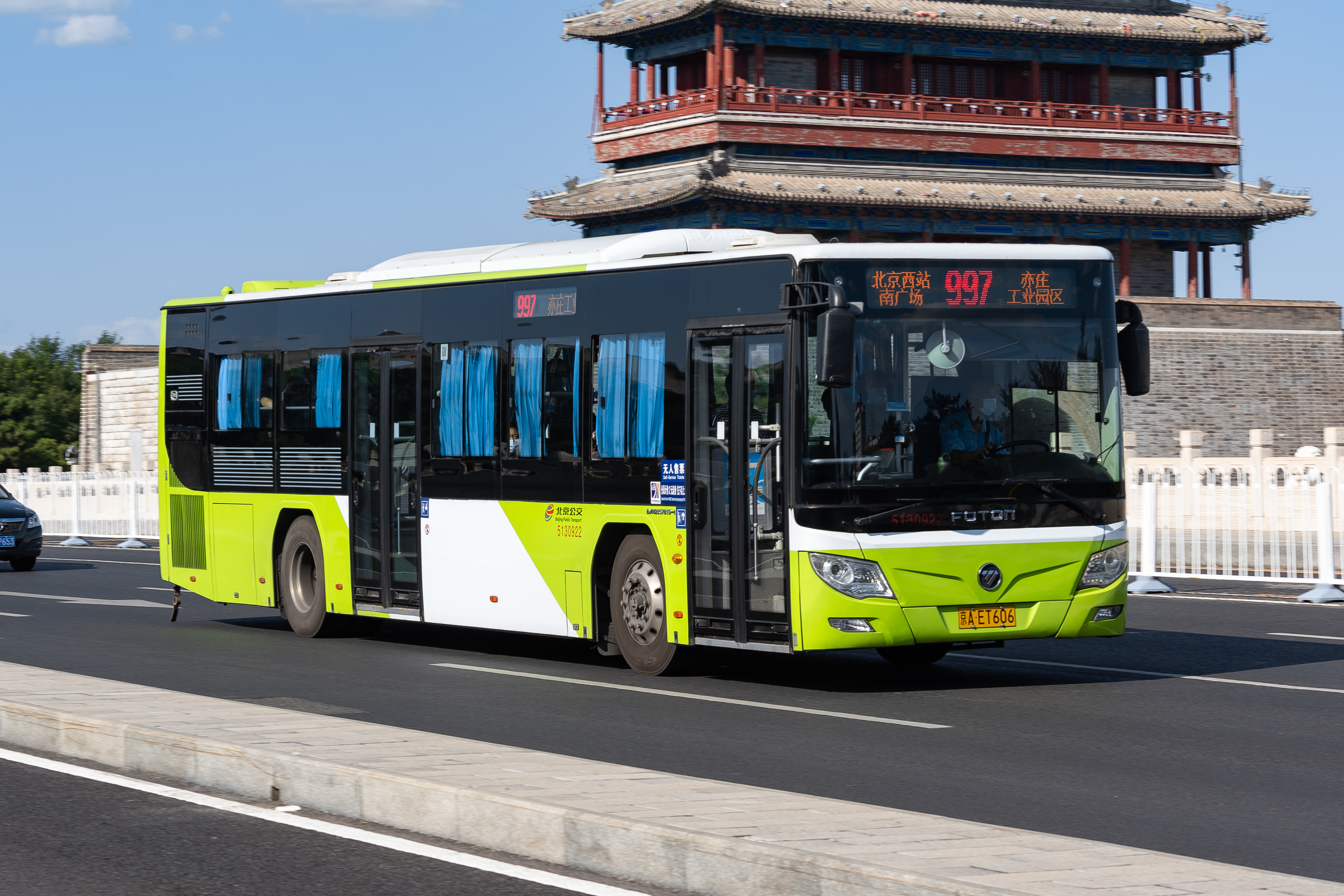
北京八方达公交997路使用的BJ6123C7BTD-1型液化天然气客车
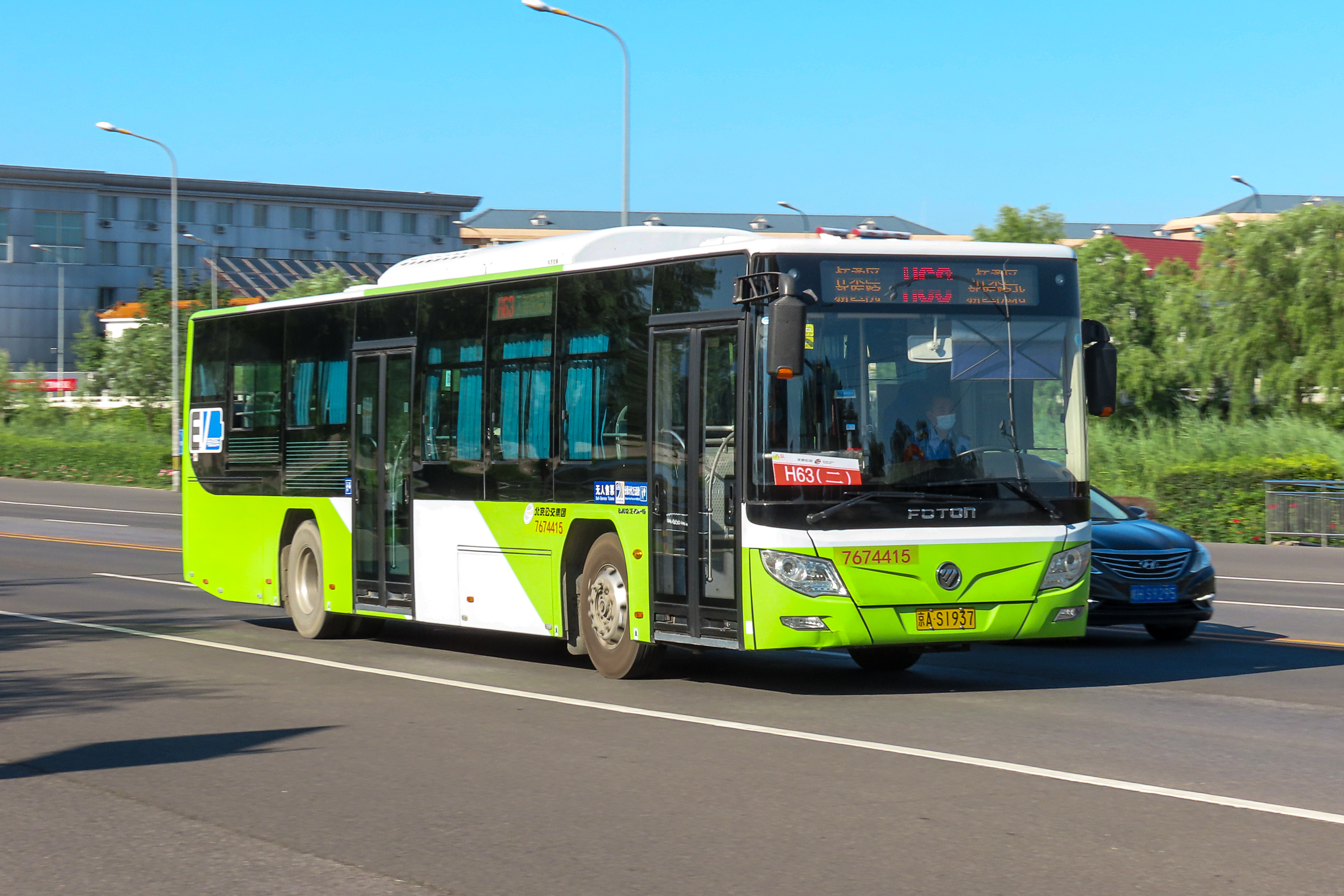
北京八方达公交H63路使用的BJ6123EVCA-19型纯电动客车
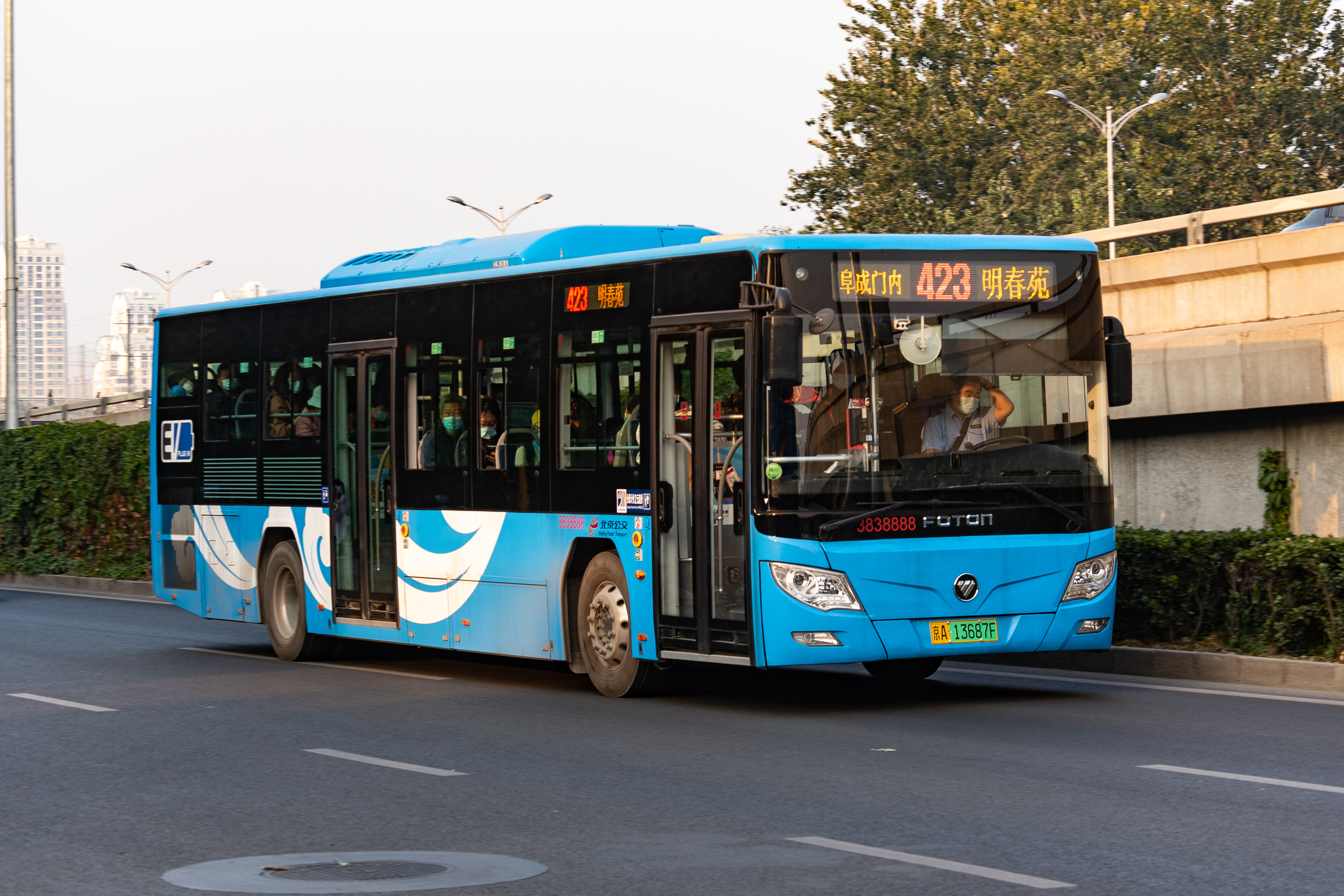
北京公交423路使用的BJ6123SHEVCA-2型混合动力客车
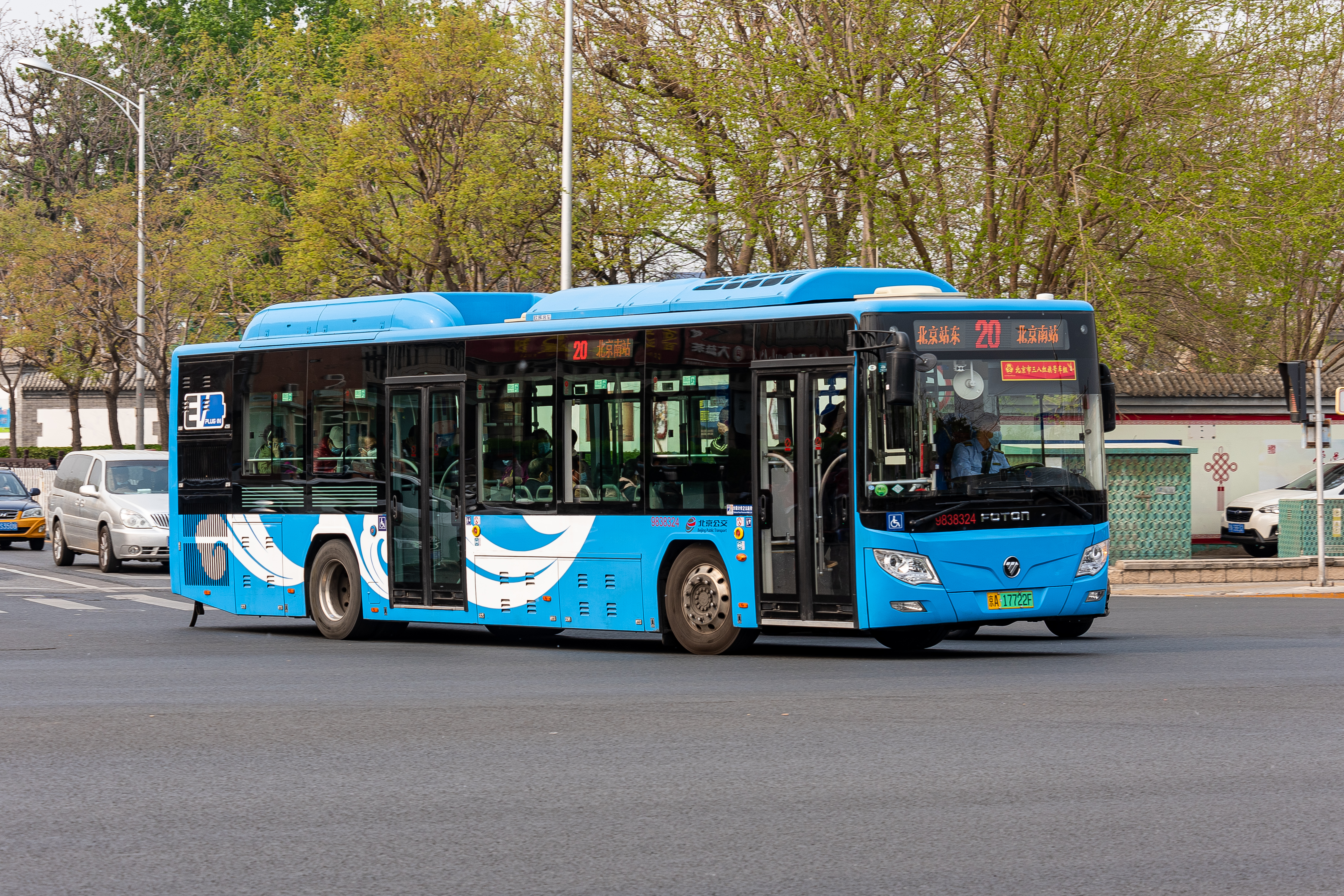
北京公交20路使用的BJ6123SHEVCA-7型混合动力客车
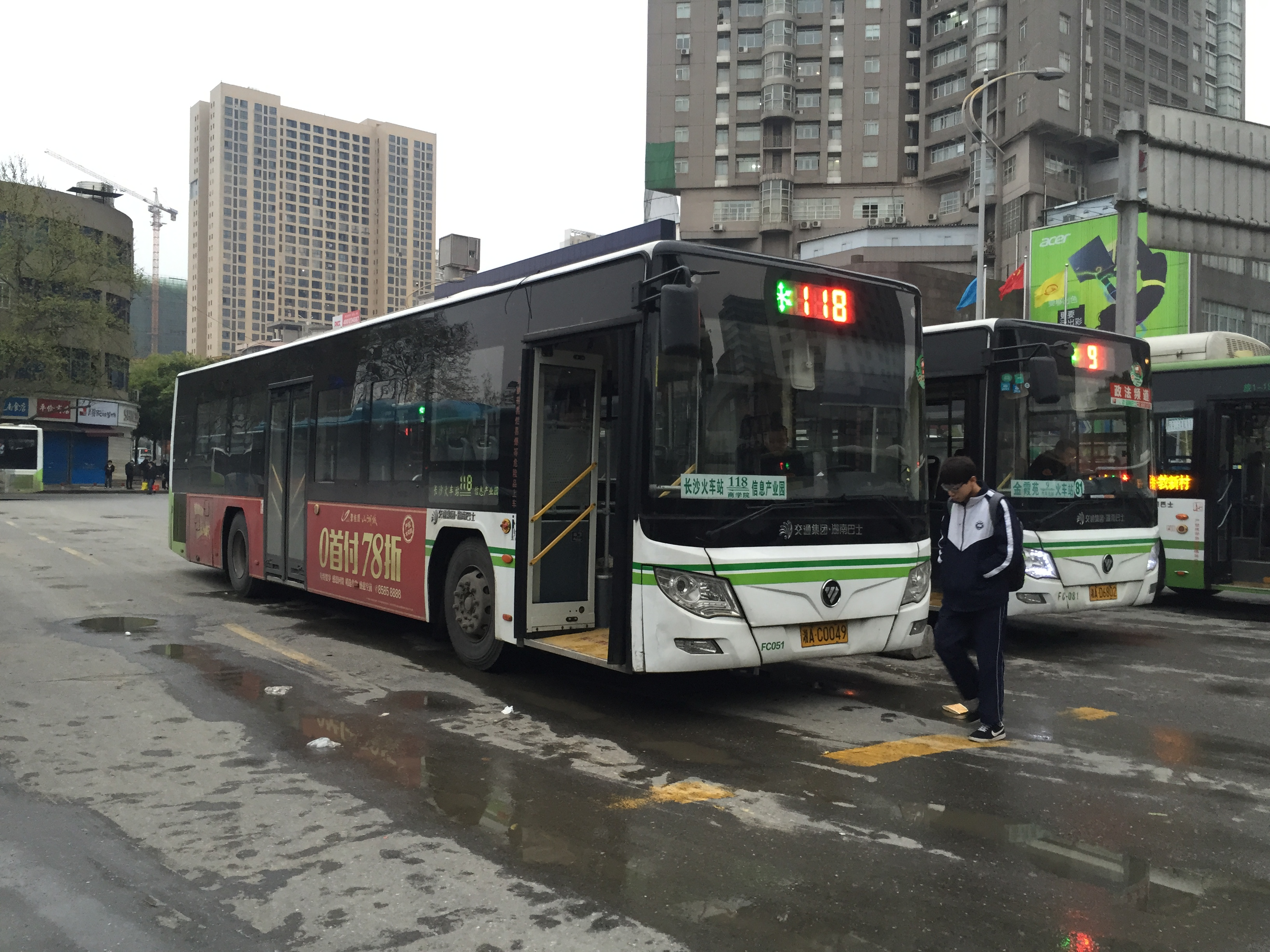
长沙公交118路使用的BJ6123PHEVCA-6型混合动力客车
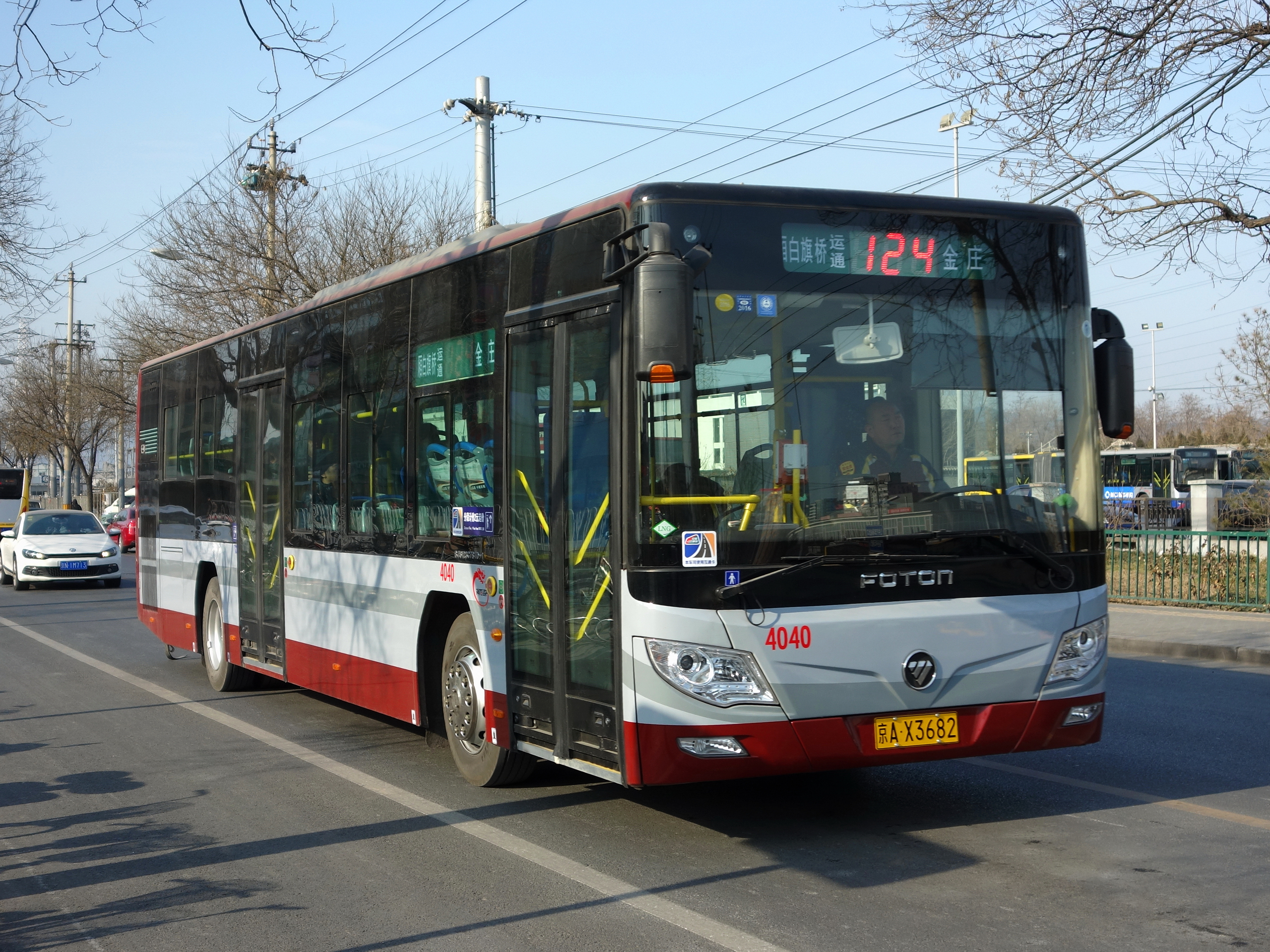
北京祥龙公交运通124路（现424路）使用的BJ6123C7BTD-1型液化天然气客车
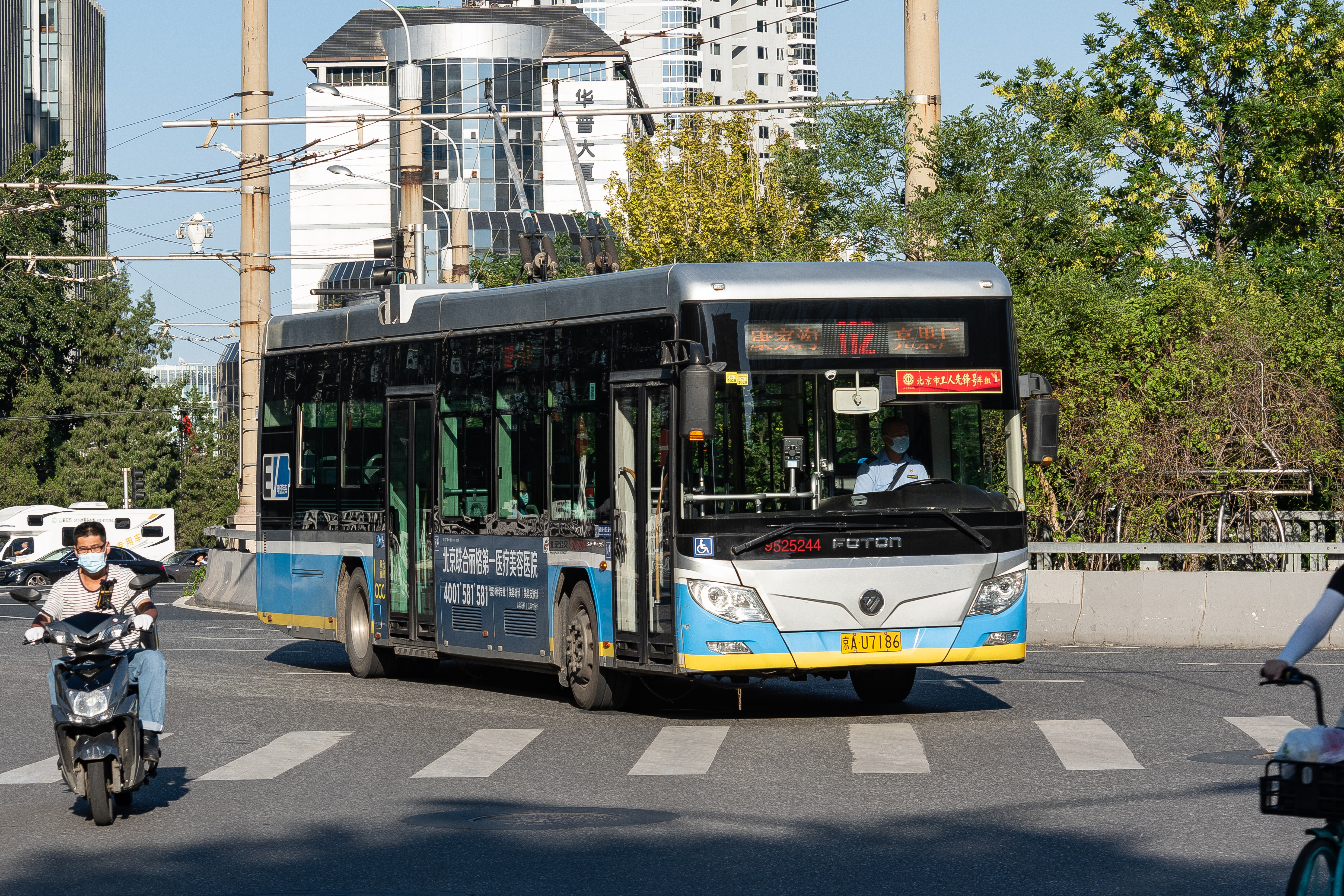
北京公交112路使用的BJD-WG120FK型无轨电车（BJ6123EVCAT-1型纯电动客车）此线路已于2022年4月16日撤销
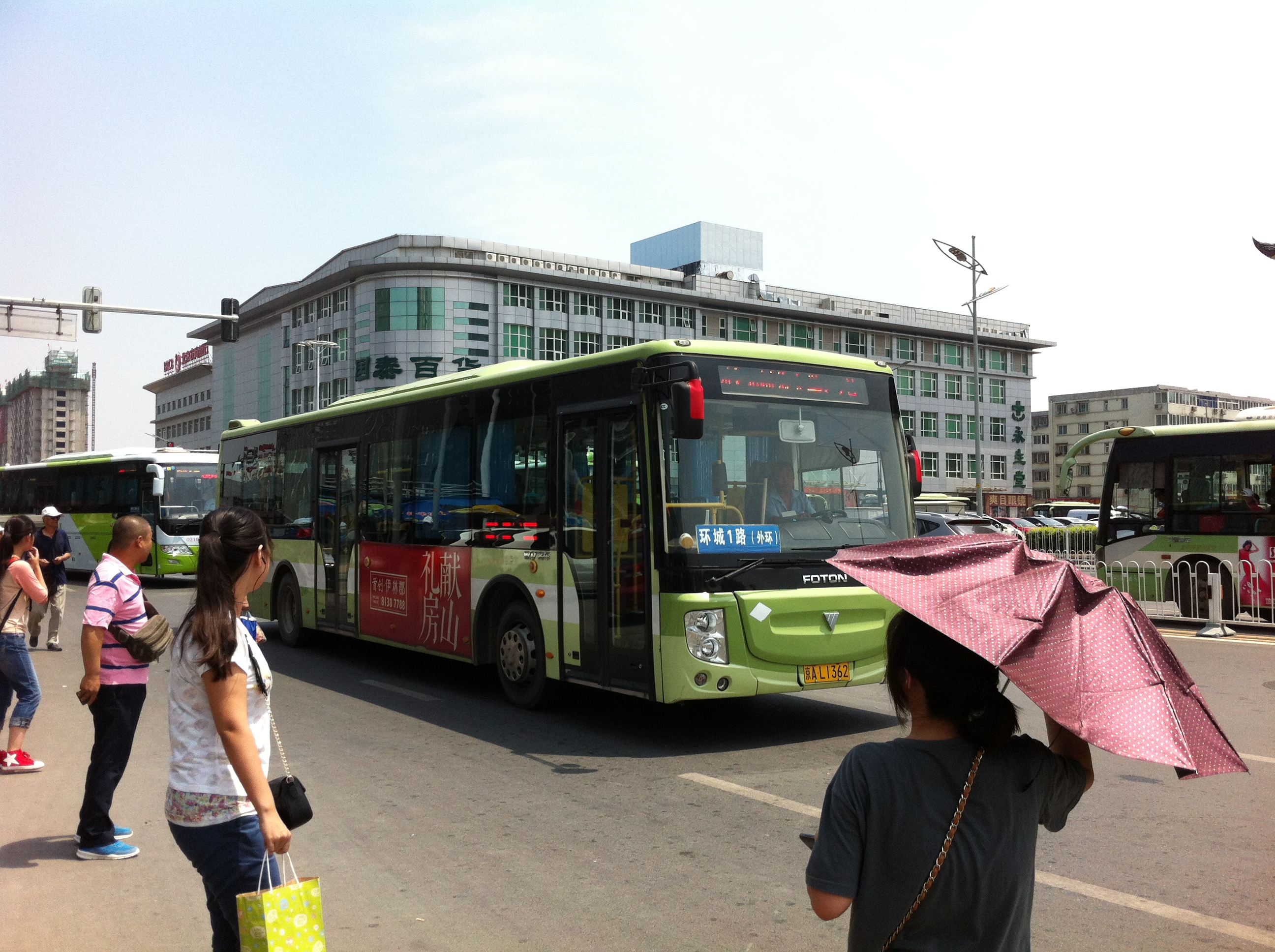
房山凯捷风公交环城1路内/外环（现F1路内/外环）的BJ6123C7BCD型
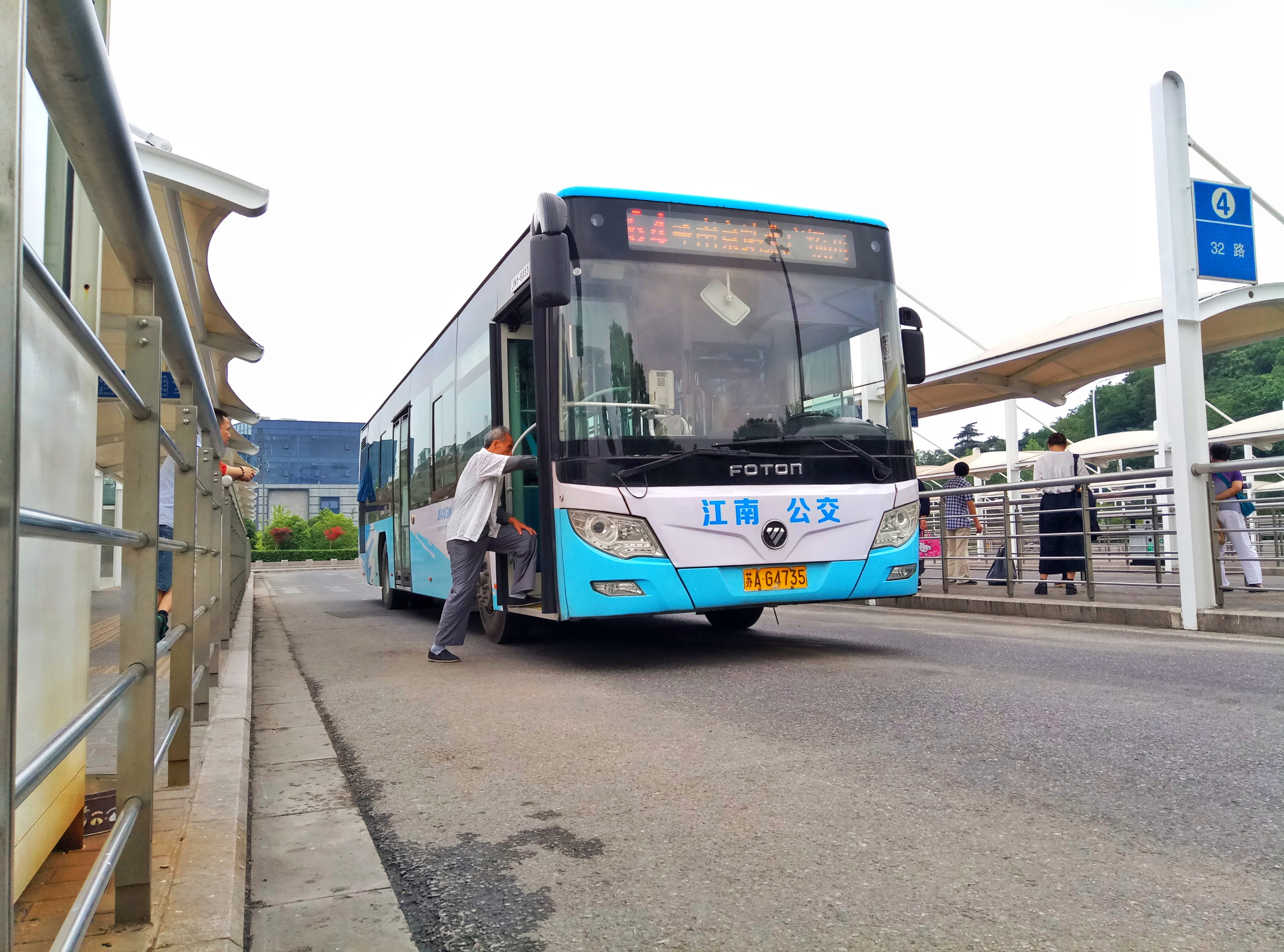
南京江南公交64路使用的BJ6123C7BTD-1型压缩天然气客车
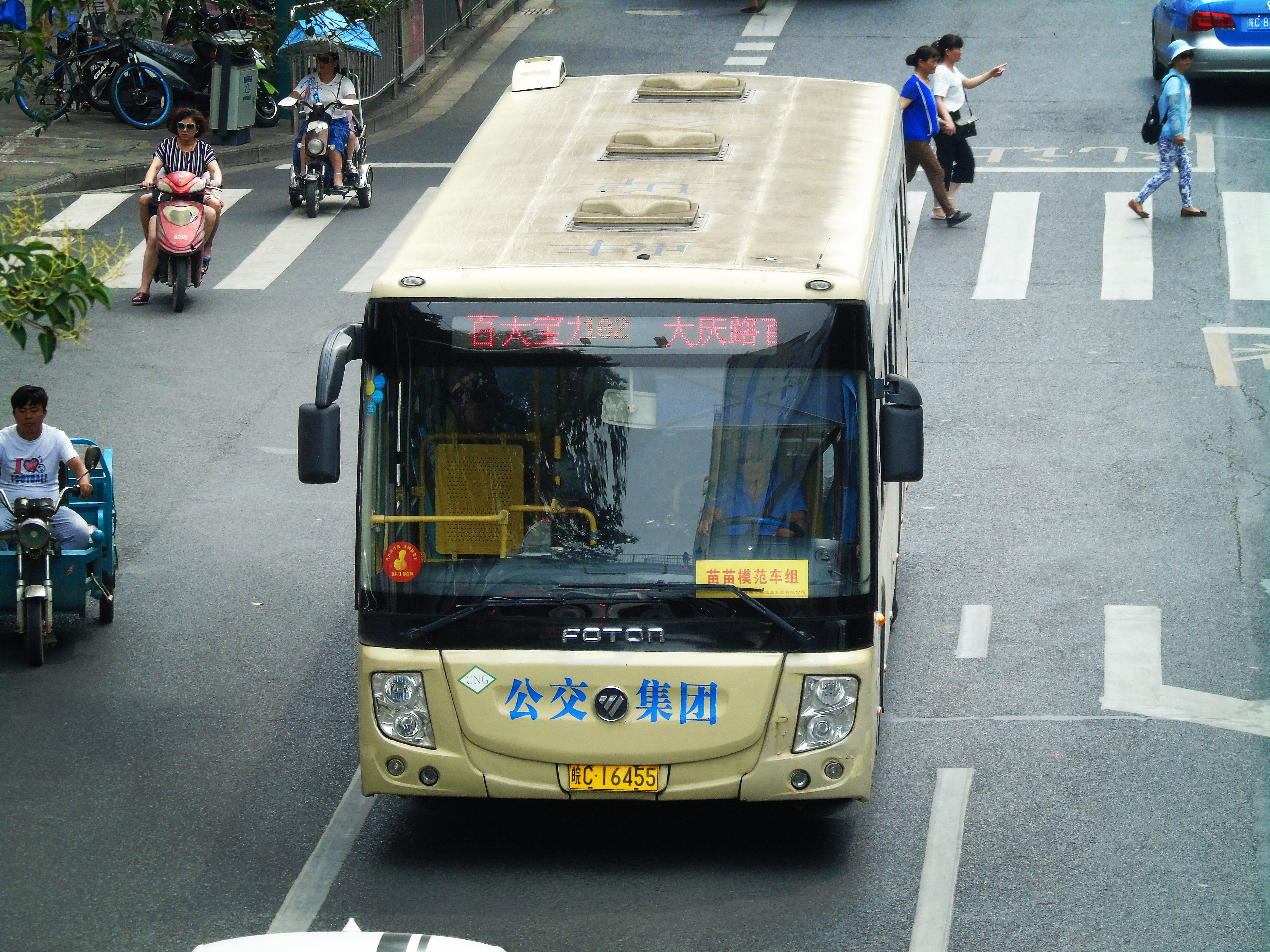
蚌埠公交102路使用的BJ6123C7BCD-1型天然气客车
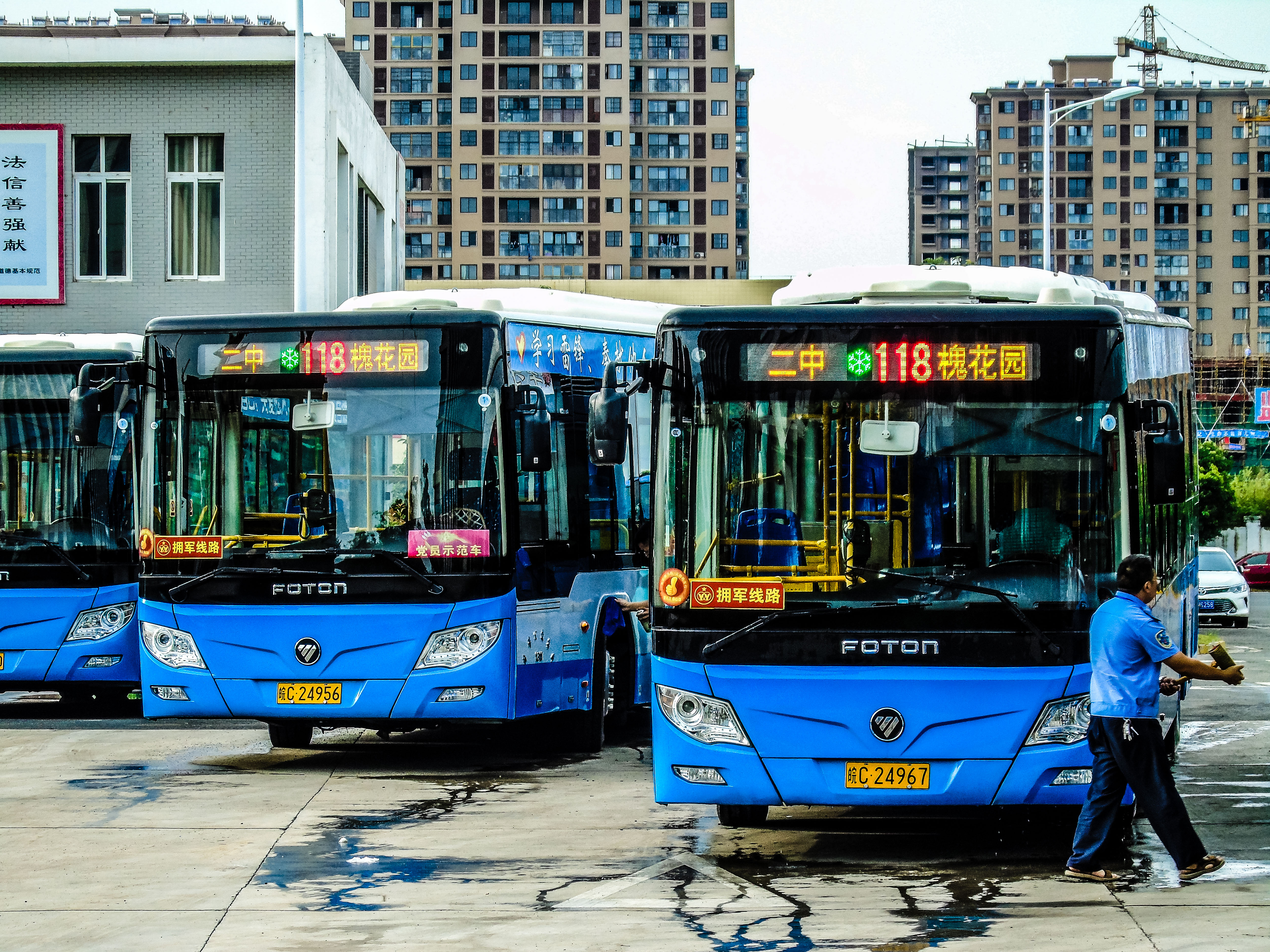
蚌埠公交118路“拥军线路”使用的BJ6123PHEVCA-7型混合动力客车

### 臺灣臺北
臺北首都客運集團採用本型式油電混合低地板公車，後來在2011年9月時，大都會客運也採購20輛油電混合低地板公車，後來臺北客運、首都客運及大都會客運也引進五期柴油版本。

### 臺灣臺中
2013年11月臺中客運採購本型式的柴油動力低地板公車55輛，2014年又引進4輛油電混合低地板公車。

### 中國北京

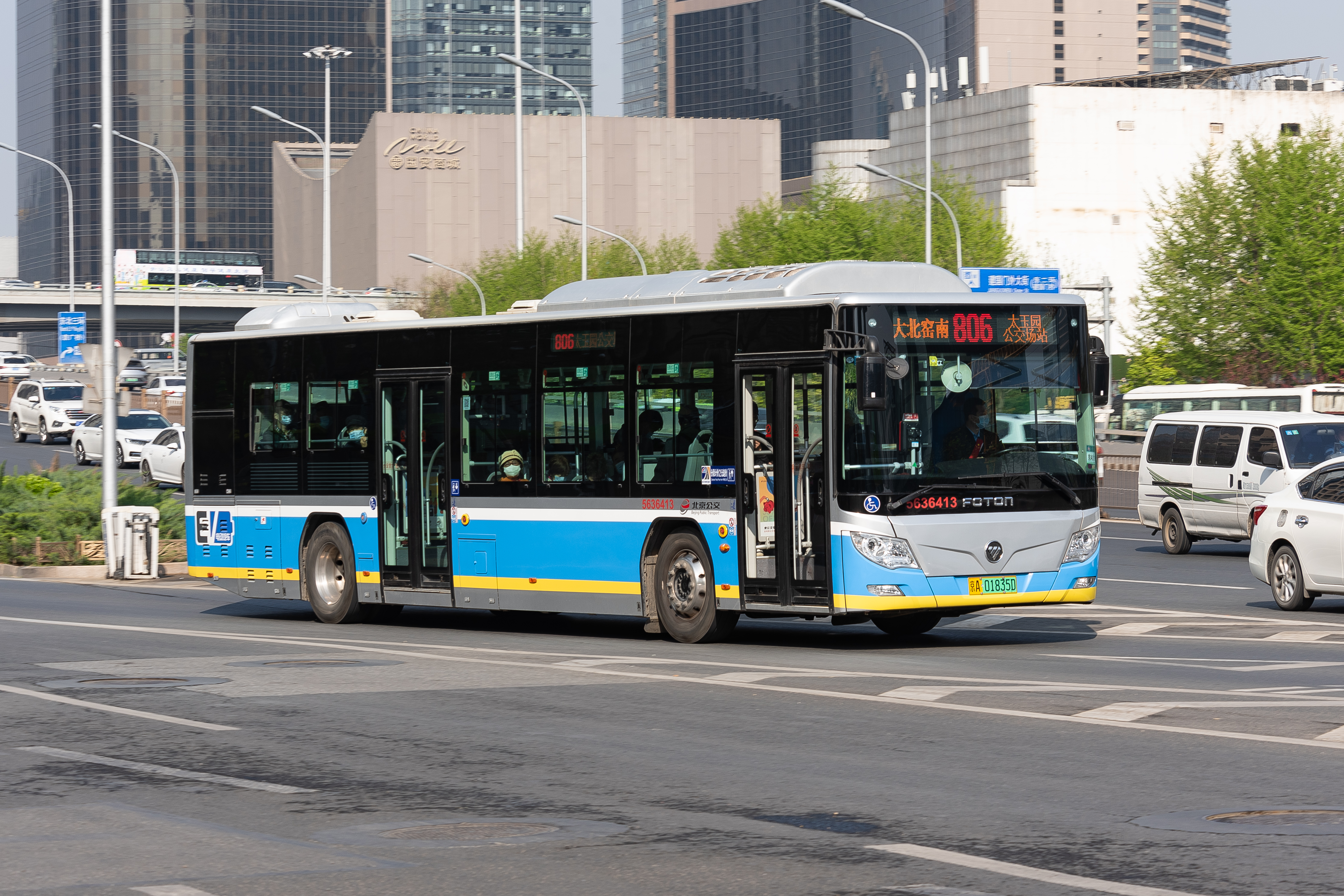
BJ6123EVCA-48型纯电动客车

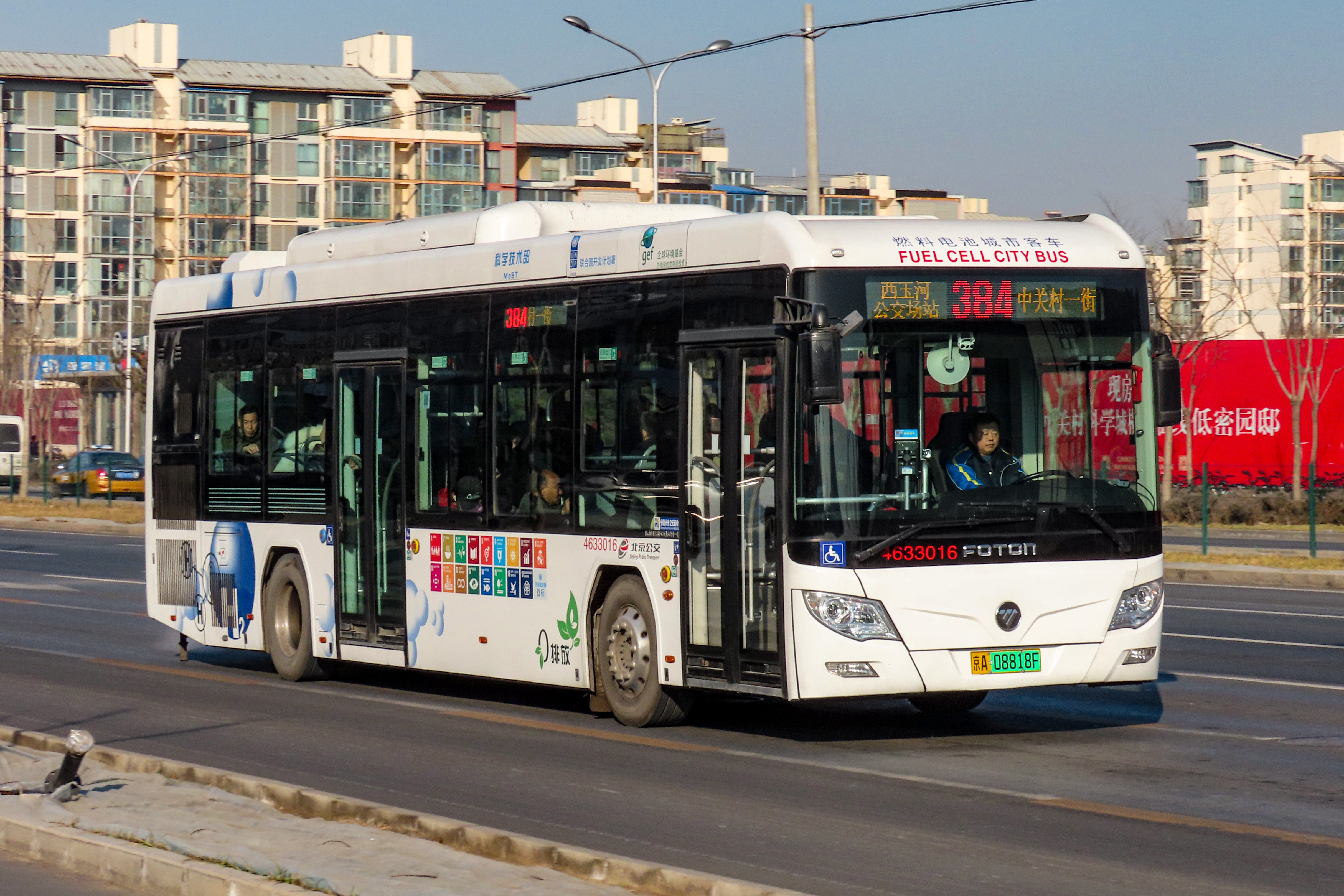
BJ6123FCEVCH-1型氢燃料电池客车

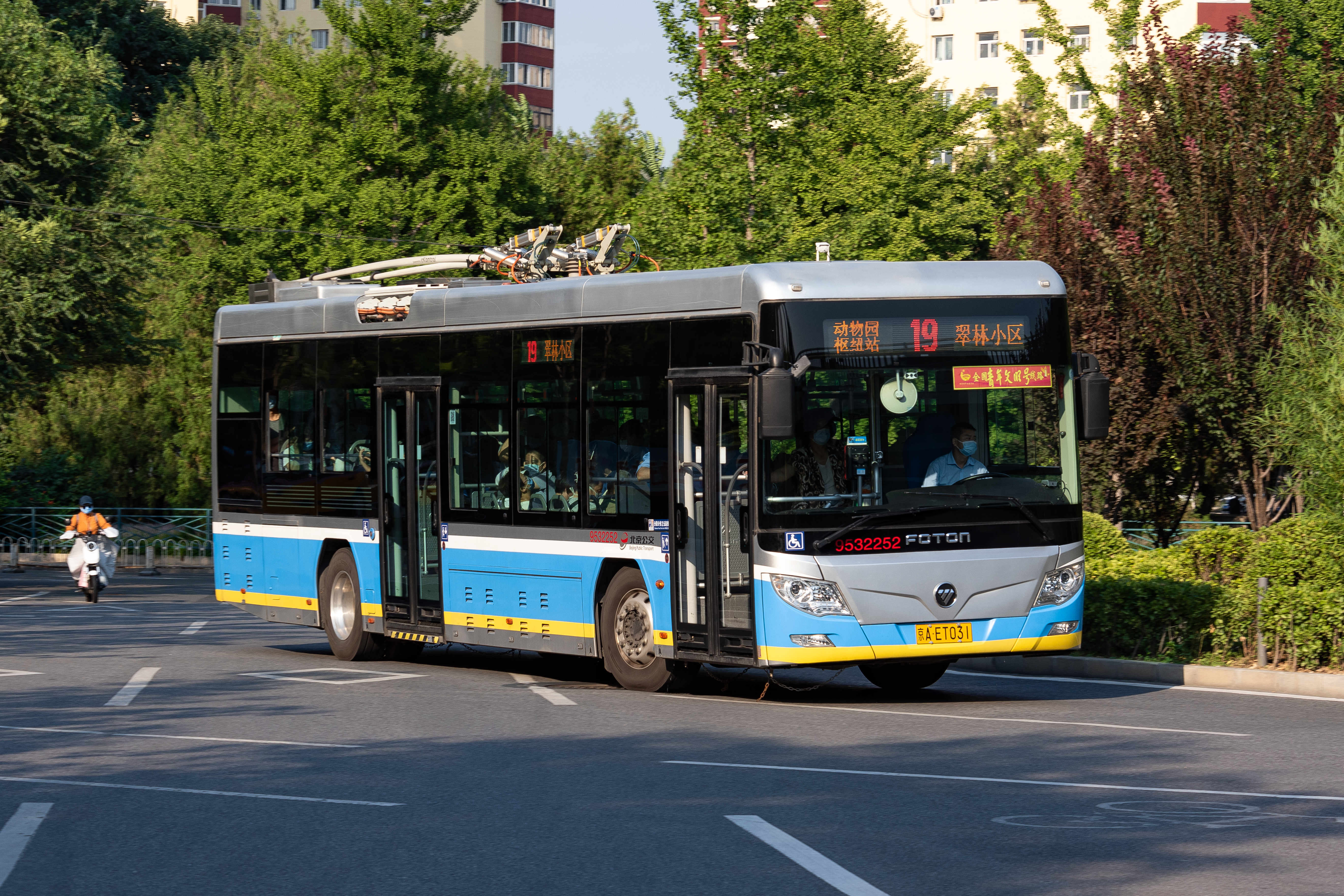
BJD-WG120FN型无轨电车

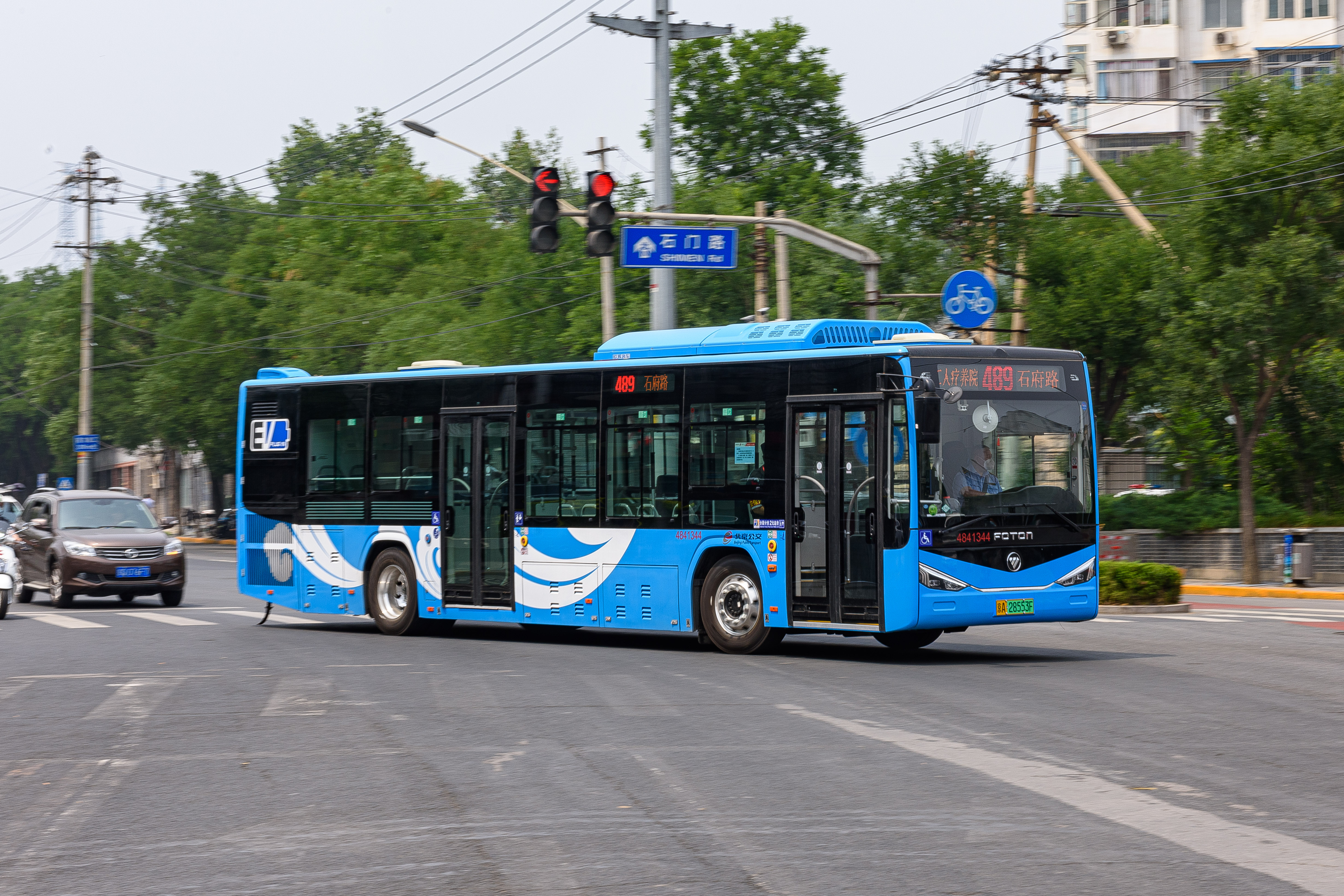
BJ6123SHEVCA-9型LNG-电混合动力车于2022年6月17日首航489路，该车型采用与BJ6129系列相似的造型

BJ6123系列现为北京公交的主力车型之一，该系列早在2008年就有试验样车服役于北京公交，为3辆BJ6123C6N4D型氢燃料电池车，但仅运营至2009年:242。2009年初，一台BJ6123C7B4D型混合动力试验样车也曾在北京公交服役:244。
最早大批量投入运营的是油電混合动力型号BJ6123C7C4D，共计800辆，于2009年6月开始陆续交付:252，主要服役于3、8、22、88等线路。2010年，祥龙公交开始使用BJ6123C7NJB型柴油车:259，2011年则有另一款柴油车型号BJ6123C7NJB-1相继投入运营，其中北京公交分两批共引进300辆低地板型，祥龙公交则引进80辆二级踏步车:263。2011年底，天然气型号BJ6123C7BTD投入北京公交运营，车型分压缩天然气和液化天然气两批:268。液化天然气型号BJ6123C7BCD亦在一些远郊区县的公交公司服役。
2013年，运营郊区线路的北京八方达开始使用BJ6123C7BTD-1型液化天然气城市客车，这批车采用与上一代BJ6123系列不同、此前已用于两款铰接车的“鹰脸”造型:281，同样采用此造型的852辆BJ6123C7BCD-2（亦以液化天然气为燃料）也陆续投入北京公交运营:283，纯电动型号BJ6123EVCA系列也于2013年陆续开始服役，采用锰酸锂电池或磷酸铁锂电池:284。2015年，采用鹰脸造型、标示为BJD-WG120FK的无轨电车也投入运营:290，无轨电车型号后来又衍生出BJD-WG120FL（186辆）、BJD-WG120FM（仅1辆）、BJD-WG120FN:311。2015年，BJ6123C7BTD-1压缩天然气车投入北京公交运营:281，次年八方达又引进柴油车BJ6123C7BHD:302和串联式混合动力车BJ6123SHEVCA-3:303。
2017年，采用银隆钛酸锂电池的BJ6123EVCA-37型纯电动客车大量投入北京公交运营，但因电池相对体积较大且能量密度低，电池容量仅175Ah，需携带数量较多的电池组，这批车的载客能力有所降低，载客量仅77人:307。同年，已并入北京公交集团的八方达也开始使用BJ6123EVCA-21和BJ6123EVCA-25型二级踏步纯电动车:312。
2018年，BJ6123系列的氢燃料电池车型号BJ6123FCEVCH-1投入北京公交运营，该车型氢燃料电堆产生的电能为动力电池充电，再由动力电池组为驱动电机供电:315。2019年，仍然采用钛酸锂电池的BJ6123EVCA-47和改用锰酸锂电池的BJ6123EVCA-48型投入北京公交运营:318，同时投运的还有使用钛酸锂电池的插电式混合动力车BJ6123SHEVCA-5型。2020年，采用钛酸锂电池的BJ6123SHEVCA-7型插电式CNG-电混合动力车以及采用磷酸铁锂电池的BJ6123EVCA-55型纯电动车、BJ6123SHEVCA-2型插电式柴电混合动力车也开始服役于北京公交。
2021年世界轮椅冰壶锦标赛召开前，北京公交和福田欧辉将15辆BJ6123C7BCD-2改装成供残疾人运动员使用的“福祉车”，车厢中前部拆除座椅后改造成可同时搭载6辆轮椅的停放区，车厢与驾驶室之间也专门安装了隔离板，隔离司机与乘客区域。
2022年6月17日，BJ6123SHEVCA-9型插电式LNG-电混合动力车辆投入北京公交运营，该车型采用BJ6129系列城市客车的造型。同年7月起，一些原属第六客运分公司（八方达天桥、大兴分公司合并而成）的BJ6123SHEVCA-3转配至运营市区及近郊线路的北京公交第一、第三客运分公司。

### 中國湖南
长沙市于2010年引进一批BJ6123PHEV-1型插电式混合动力汽车，服役初年即获得当地民众的好评。2014年，同系列的BJ6123PHEVCA-6型混合动力车开始在长沙公交运营。

### 中國浙江與內蒙古
2011年10月，杭州公交订购40辆BJ6123PHEV-1型混合动力客车。呼和浩特市公共交通总公司则于2012年引进50辆BJ6123PHEV型压缩天然气-电混合动力客车。

### 中國安徽
蚌埠公交集团于2013年首次购买BJ6123C7BCD-1型压缩天然气客车近五百台，受到市内乘客及公交驾驶员一致好评。2014年，又增添两百台BJ6123PHEV型气电混合动力客车，再次获得好评。2017年，蚌埠公交集团作为福田汽车的忠实伙伴，又购入百台最新鹰眼BJ6123PHEVCA-7型气电混合动力客车，投入三条新能源特色线路运营。

### 中國江苏
南京市江南公交客运有限公司拥有千余台BJ6123型客车。

### 中國广东

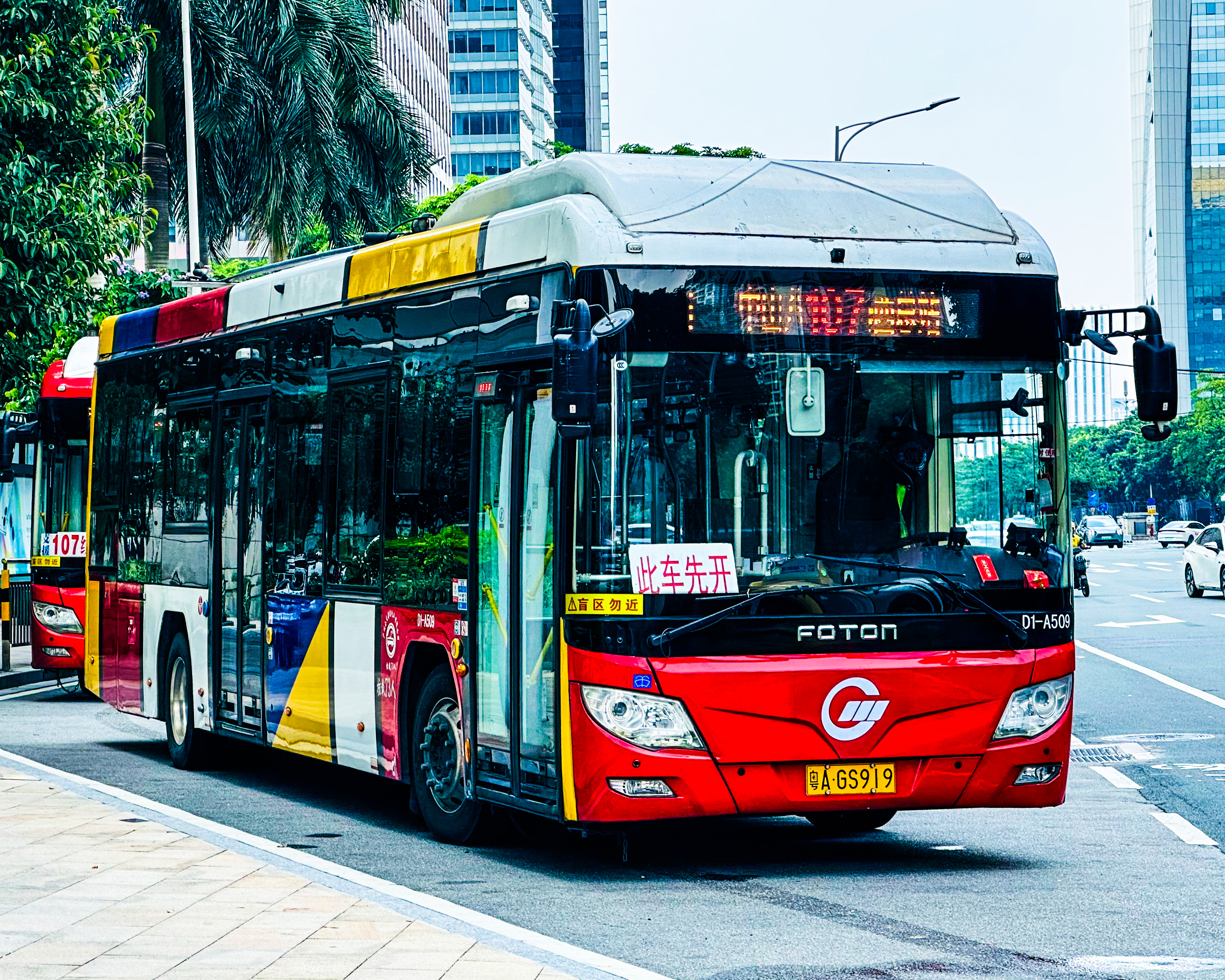
广州电车107路使用的BJ5120A型无轨电车

广州无轨电车于2014年引进一批BJ5120A型无轨电车，该型号以鹰眼型BJ6123为基础。

## 外部連結
- 福田汽車